# Mașina timpului (film din 1979)
Mașina timpului (titlu original: 	Time After Time) este un film SF regizat de Nicholas Meyer după un scenariu de Nicholas Meyer. A fost produs în Statele Unite ale Americii de studiourile Warner Bros. și a avut premiera în 1979, fiind distribuit de Warner Bros.. Coloana sonoră este compusă de Miklós Rózsa. 

## Distribuție
Au interpretat actorii:

Malcolm McDowell (H. G. Wells)
David Warner (Jack Spintecătorul)
Mary Steenburgen[*] (Catherine Wells[*])
Charles Cioffi[*]
Patti D'Arbanville[*]
Laurie Main[*]
Joseph Maher[*]
Corey Feldman
Albert Augier[*]
Byron Webster[*]
Kent Williams[*]  .

## Vezi și
- 1979 în științifico-fantastic
- Festivalul Internațional de Film Fantastic de la Avoriaz din 1980